# Långsprötad silverfisk
Långsprötad silverfisk, på latin Ctenolepisma longicaudata, är en insektsart som beskrevs av den tyske entomologen Karl Escherich 1905. Ctenolepisma longicaudata ingår i släktet Ctenolepisma och familjen silverborstsvansar. Inga underarter finns listade i Catalogue of Life.

## Utseende
Arten når en kroppslängd av 15 till 19 mm. Den kännetecknas av långa spröt på huvudet och av ett skägg av borstiga hår över munnen. Kroppen är täckt av gråa fjäll som blir mörkare hos äldre individer. Arten har även tre långa analspröt (cerci) som kan misstolkas som svansar. Silverfiskens larver har samma utseende som de vuxna individerna. De blir större med varje omsömning. Till skillnad från vanlig silverfisk (Lepisma saccharina) kan arten klättra på lodräta ytor. 

## Utbredning
Ursprungligen förekommer långsprötad silverfisk i Nordamerika och Karibien men har etablerat sig i Europa och Skandinavien genom omedveten introducering av människan. Exempelvis gjordes den första kända observationen i Sverige år 1994 , i Norge år 2013 och senare också i Finland.

## Ekologi
Liksom andra medlemmar av ordningen är långsprötad silverfisk aktiv på natten. Den vistas gärna i torra rum, till skillnad från den vanliga silverfisken. I regioner med tempererat klimat kan arten bara leva inomhus. I människans närhet utgörs silverfiskens föda främst av små partiklar från papper och textiler.Individerna kan leva fyra år.

## Namn
Artepitet longicaudata i det vetenskapliga namnet betyder just "långsvansad".

## Bildgalleri

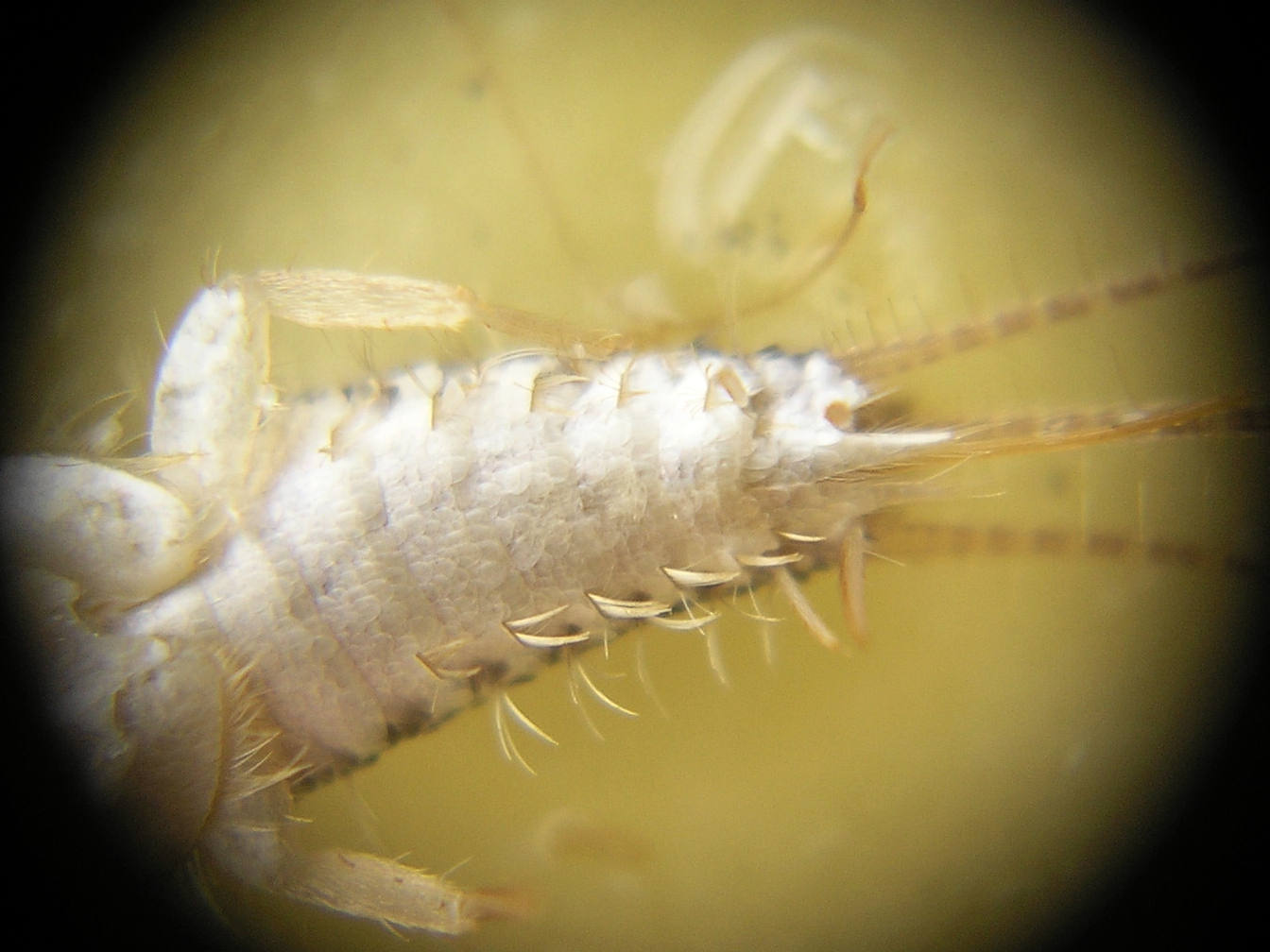
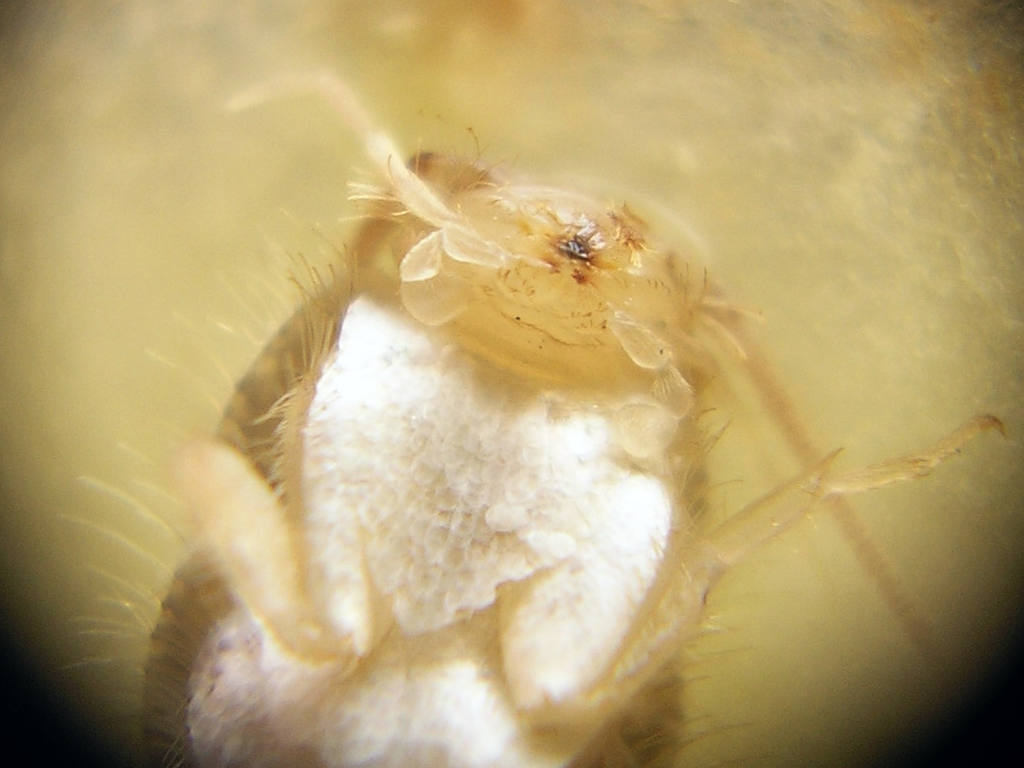
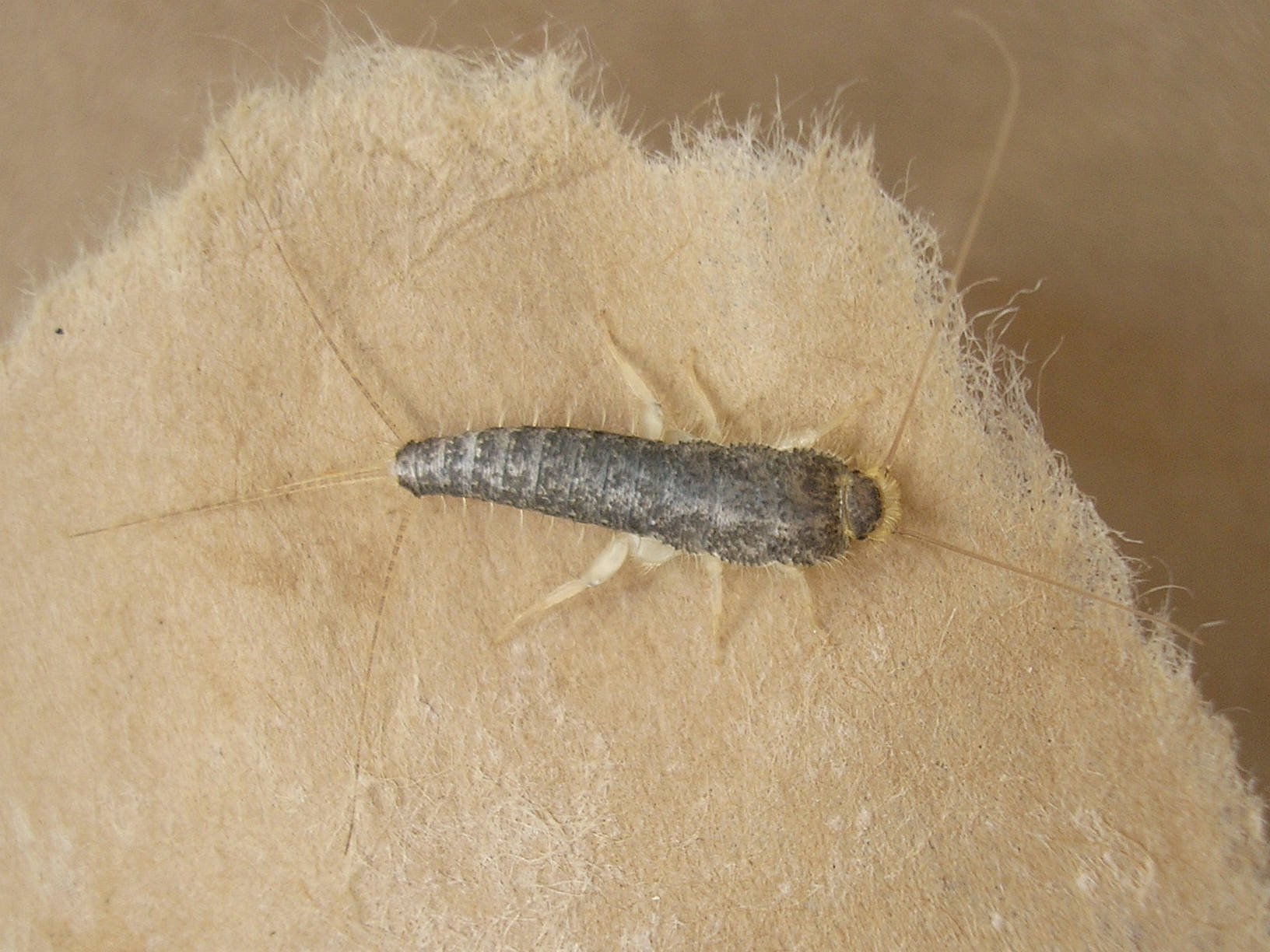
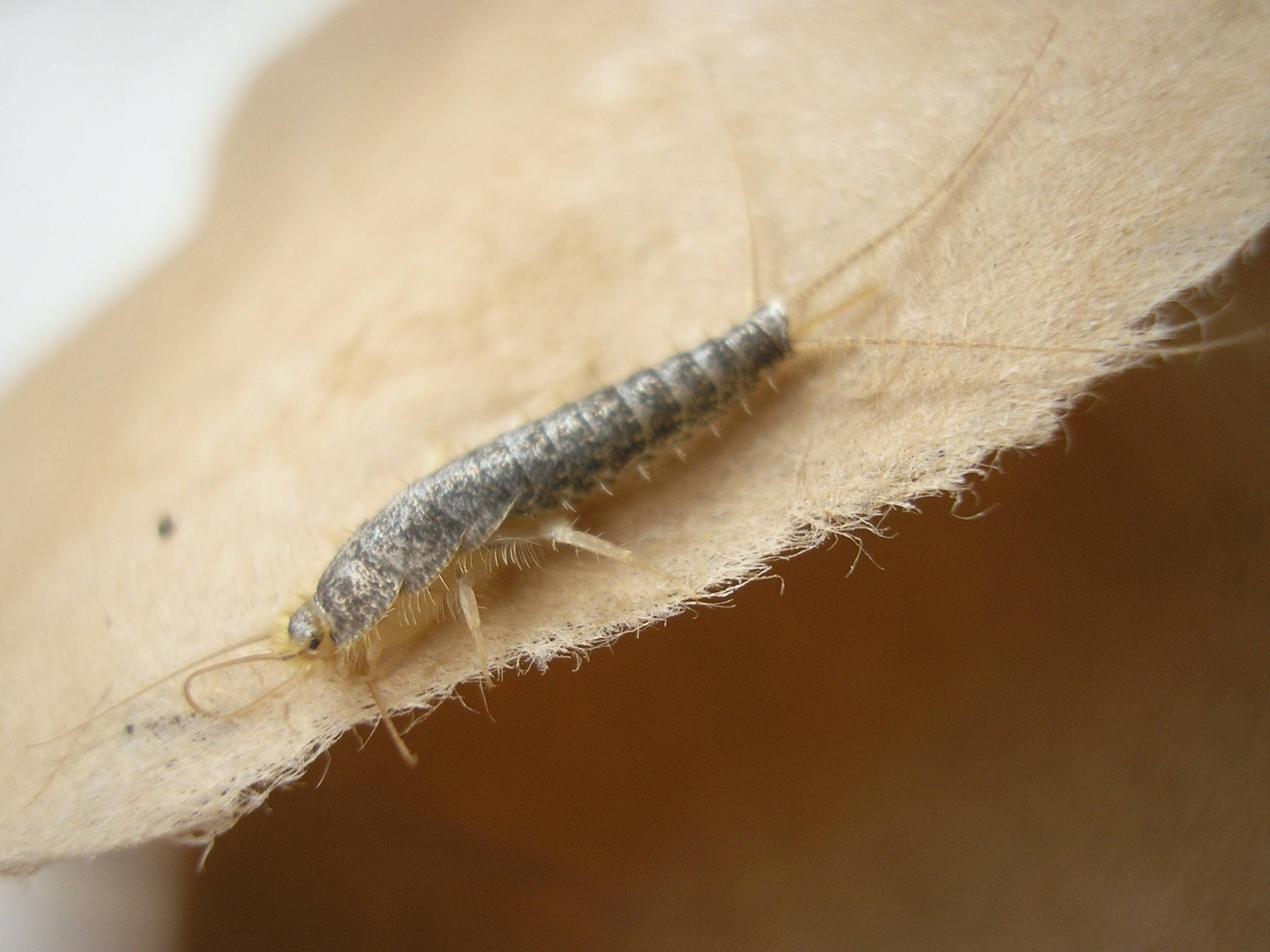